# Gaspar Tato Cumming
Gaspar Tato Cumming (Alacant, 1906 - Madrid, 18 d'agost de 2002) va ser un químic, escriptor i periodista espanyol. Va tenir un cert ressò després de la guerra civil espanyola en publicar diverses obres de caràcter propagandístic sobre Àsia i des d'un pont de vista favorable a l'Imperi del Japó, aleshores aliat del Tercer Reich. Fou un dels principals propagandistes espanyols sobre Manxukuo.
Després de la Segona Guerra Mundial es va dedicar a la ràdio i el 1955 fou un dels creadors del programa radiofònic Carrusel deportivo amb Vicente Marco. Va rebre un dels Premis Ondas 1956, però paradoxalment ho va ser per Radio Dersa de Tetuan. Va morir a Madrid als 96 anys.

## Obres
- China, Japón y el conflicto chino-japonés (1939)
- El Imperio del Manchukuo (1941)
- Tokio, un español entre Geishas (1945)
- Safari, un español entre turistas (1971)